# واندا (فیلم)
واندا (انگلیسی: Wanda) یک فیلم درام مستقل آمریکایی در ژانر سرقت به کارگردانی باربارا لدن محصول سال ۱۹۷۰ میلادی است.
این فیلم در سال ۲۰۱۷ از طرف کتابخانه کنگره واجد ارزشهای «فرهنگی، تاریخی یا زیبایی‌شناسانه» شناخته و برای محافظت در فهرست ملی ثبت فیلم قرار گرفت.